# Памятник рублю
Это обзорная статья о памятниках рублю. О памятнике рублю в Димитровграде см. статью «Памятник рублю (Димитровград)», а о памятнике рублю в Томске см. статью «Памятник рублю (Томск)».
Памятники рублю — монументы, установленные в честь денежной единицы Российской Федерации.

## Установленные памятники

Памятник десятирублёвой купюре в Красноярске

В России установлено три памятника рублю — в Димитровграде (Ульяновская область)  в Томске, и в Сыктывкаре.
Памятник, установленный в 2015 году в Сыктывкаре, был разрушен вандалами в 2018 году. В 2019 году памятник был восстановлен на том же месте в том же виде.
В Эстонском местечке Паяка установлено надгробие рубля (в память об окончании обращения советского рубля в Эстонии в 1992 году и введении собственной валюты — эстонской кроны).
В советское время (с 1975 по 1991 год) памятник рублю украшал центральный пешеходный бульвар литовского Шяуляя.
После объявления о том, что Центральный банк Российской Федерации намерен прекратить выпуск бумажных купюр достоинством 10 рублей, на которых изображены достопримечательности Красноярска, родилась идея установки памятника этой купюре в Красноярске. Он был открыт 16 июня 2011 года в микрорайоне Взлетка, недалеко от БЦ «Первая башня». Монумент, изображающий в купюру номиналом в 10 рублей, находится на ул. Молокова и окружен сквером «Наша десятка».

## Проекты памятников
Существует также проекты возведения памятников рублю в Самаре и в Железноводске. Самарский проект является частной инициативой Сергея Сорокоумова, создателя памятника рублю в Димитровграде. Оба начинания не реализованы.
Третий проект — самая ранняя попытка установления памятника рублю. Он был разработан в начале 90-х годов XX века, образцом для монумента должна была стать памятная монета 1992 года с изображением крылатой Ники-Победы на фоне Белого дома и с надписью «Суверенитет. Демократия. Возрождение».

## Памятники другим номиналам

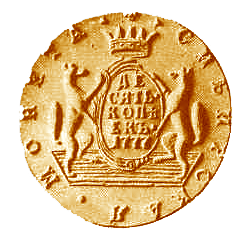
Реверс сибирской монеты чеканки Сузунского монетного двора (вторая половина XVIII века)

Помимо памятников рублю, в России есть несколько памятников другим номиналам: копейке, пятаку, 10 рублям:
- в Иркутске (копейка)[9];
- в Королёве (пятак)[10];
- в Красноярске (банкнота номиналом 10 рублей)[11];
- в Москве (пятак — центральная часть Памятника студенческим приметам)[12];
- в Нижнем Новгороде (пятак)[13];
- в Новокузнецке (копейка)[14];
- в Челябинске (копейка)[15];
- в Крестовском Курганской области (копейка 1877 года, открыт 16 июля 2016 года)[16];
- в Ярославле (копейка Ополчения Минина и Пожарского)[17][18].

а также ряд нереализованных пока проектов памятников:
- в Новосибирске (копейка)[19];
- в Сузуне (сибирская монета номиналом 5 копеек)[20].

Есть также памятник украинской копейке в депо имени Щорса (Черниговская область, Украина).

## Галерея

Памятник рублю в Томске
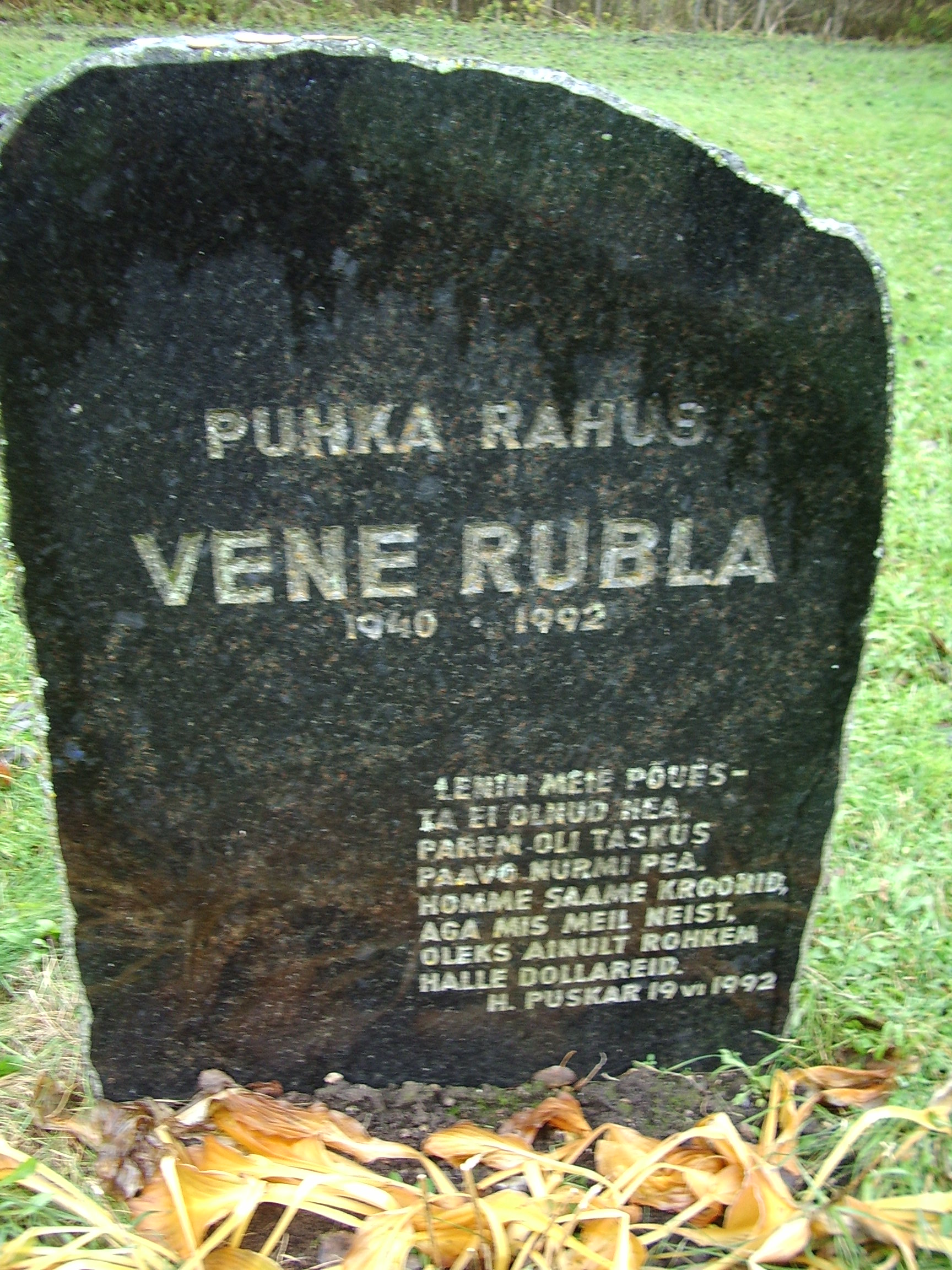
Надгробье рубля в Паяке (Эстония)
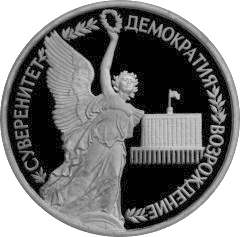
Прототип памятника рублю в Железноводске